# Chionea hybrida
Chionea hybrida là một loài ruồi trong họ Limoniidae. Chúng phân bố ở miền Tân bắc.